# Awtospezoborudowanije

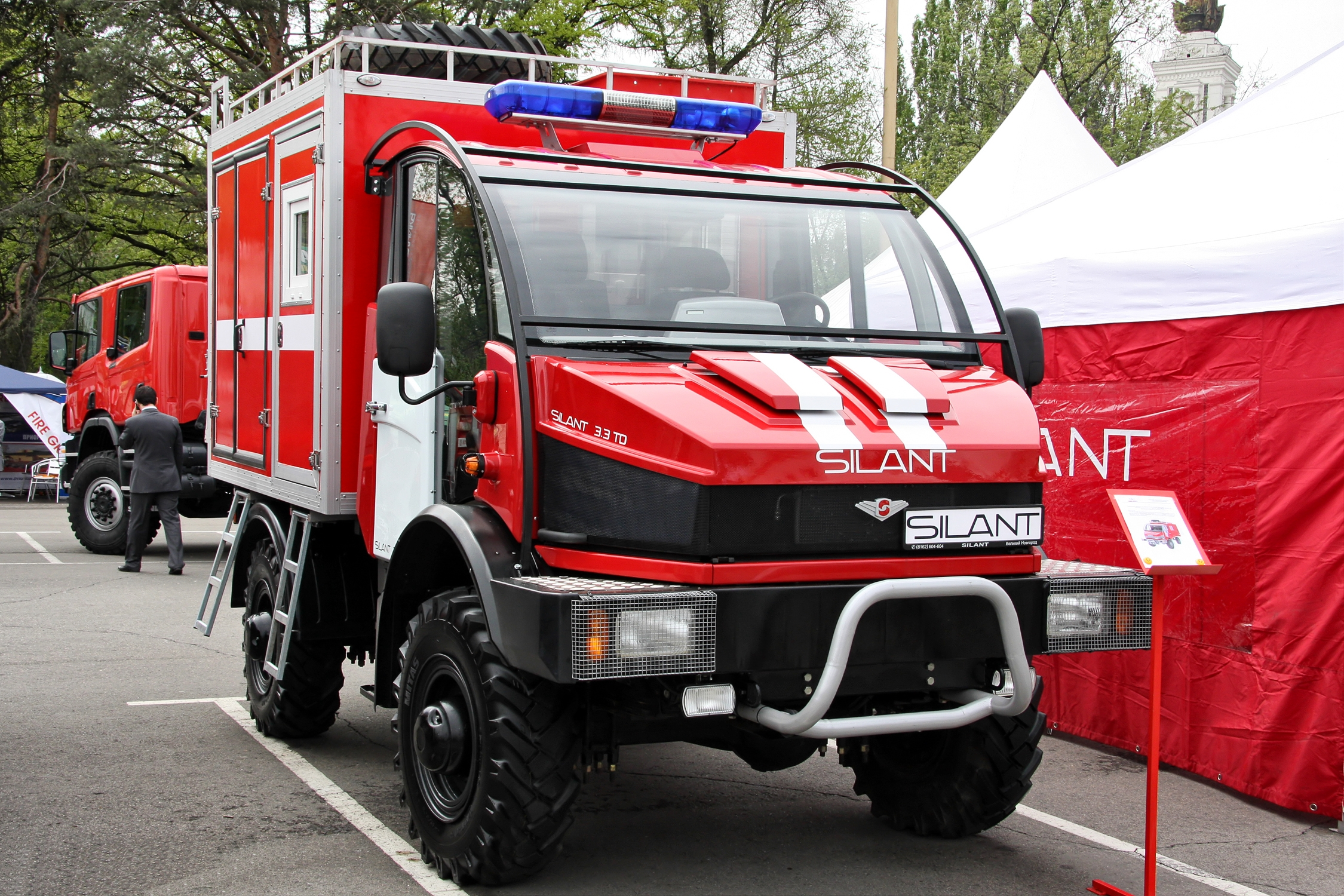
Silant 3.3TD, 2011

Awtospezoborudowanije (russisch Автоспецоборудование, engl. Avtospetsoborudovanie) ist ein russischer Kraftfahrzeugausrüster und Hersteller von Spezialkraftfahrzeugen der Marke Silant (auch im Russischen so in Lateinschrift geschrieben). Das Unternehmen ist in Weliki Nowgorod ansässig und produziert unter anderem Feuerwehrfahrzeuge. 2011 wurden 150 Fahrzeuge produziert, das Werk ist auf eine Jahresproduktion von bis zu 5000 Einheiten ausgelegt.